# 리하르트 데데킨트
율리우스 빌헬름 리하르트 데데킨트([ˈdeːdəˌkɪnt], 독일어: Julius Wilhelm Richard Dedekind, 1831년 10월 6일 ~ 1916년 2월 12일)는 독일 태생의 수학자이다. 해석학과 대수적 수론의 기초를 놓은 중요한 수학자의 한 사람이다.

## 같이 보기
- 추상대수학
- 대수적 수론
- 데데킨트 에타 함수
- 데데킨트 제타 함수
- 데데킨트 군